# Heinz Alt
Heinz Alt   (Moravská Ostrava, 4 d'agost de 1912 - Camp de concentració de Dachau, 6 de gener de 1945) va ser un compositor alemany i una de les víctimes del règim nazi.
Es coneixen pocs fets sobre Alt, que va treballar al camp de concentració de Theresienstadt juntament amb Viktor Ullmann, Gideon Klein, Pavel Haas, Hans Krása i altres. El juny de 1943 va arribar a Theresienstadt des d'Ostrava. La seva participació en la cultura musical allà prové de les seves Sis miniatures per al piano al segon dels concerts de Studio for New Music sota la direcció de Victor Ullman. També se sap que va compondre un acompanyament a La cançó bohèmia de Smetana, que es va escriure per al 60è aniversari de la mort de Smetana el 1944. El setembre de 1944, Alt va ser deportat a Auschwitz.